# Stora Stutgöl
Stora Stutgöl är en sjö i Västerviks kommun i Småland och ingår i Botorpsströmmens huvudavrinningsområde.